# Saurer type B (série de camions)
Pour le camion produit pendant la Première Guerre mondiale, voir Saurer type B (modèle de camion).
La série des Saurer type B est une ligne de véhicules produits par Saurer et ses différentes filiales à partir de 1926. La lignée est déclinée en modèles de différentes charges utiles : un premier chiffre indique la classe (charge utile en tonnes), suivi de la lettre B, puis d'un code désignant le moteur (notamment RD diesel à quatre cylindres et LD diesel à six cylindres).
Le modèle le plus emblématique de cette époque est le Saurer 5BLD. La série Saurer type C est introduite à partir de 1934 mais les Saurer B continuent d'être produits, le dernier modèle étant le 6B produit jusqu'en 1939 . 